# 埃迪·约翰斯
福达·埃迪·约翰斯 (英語：Foda Eddie Johns，1951年—）是利比里亚的创作歌手，其曲风涉猎迪斯科、放克、灵魂乐、摇滚和软摇滚等音乐类型。约翰斯在职业生涯中并未获得主流成功，中风后，他失去了创作和制作音乐的能力，因此无家可归。
法国电子二人组蠢朋克在他们2000年的歌曲《One More Time》中使用了约翰斯1979年的迪斯科歌曲《More Spell on You》的样本。约翰斯从未收到该样本的版税，因为拥有版权的出版公司无法追踪到他。仅根据流媒体数据，约翰斯就估计欠下的款项“高达六到七位数”。

## 早年生活
约翰斯于1951年出生于利比里亚。他的父亲是一名会计师，母亲是一名护士。他们一共有八个孩子。在《洛杉矶时报》的一篇文章中，约翰斯说他的母亲“总是在做家务时唱歌或哼曲子”。特约撰稿人奥古斯特·布朗（August Brown）在同一篇文章中表示，约翰斯也“发现自己有唱歌的天赋”。他“爱上了美国摇滚和灵魂歌手，如艾瑞莎·弗蘭克林、约翰尼·泰勒、吉米·亨德里克斯和埃迪·弗洛伊德”。布朗补充说，约翰斯“于 1977 年搬到巴黎录制唱片”，“有时努力赚钱，并在那里经历过无家可归的日子。”

## 音乐事业
约翰斯在巴黎生活期间录制了两张专辑，《More Spell on You》和《Paris Metro》。由于管理问题部分结束了他的音乐生涯，之后他移居美国，最终定居在帕萨迪纳。

## 歌曲

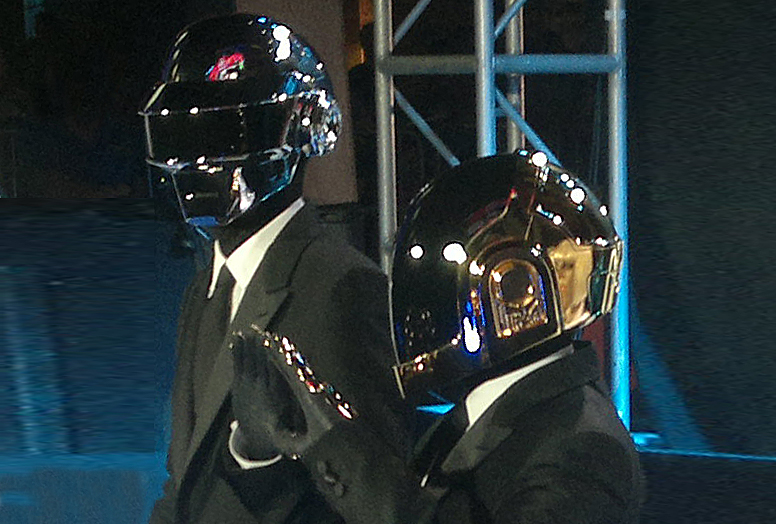
蠢朋克在2010年

法国电子二人组蠢朋克在他们2000年的歌曲《One More Time》中使用了约翰斯1979年的迪斯科歌曲《More Spell on You》的样本。约翰斯从未收到该样本的版税，因为拥有该版权的出版公司无法追踪到他。仅根据流媒体数据，估计约翰斯欠下的款项“高达六到七位数”。
蠢朋克的一位代表证实了该样本的使用，并且蠢朋克继续向拥有《More Spell on You》版权的法国出版公司GM Musipro支付版税。  GM Musipro唱片的一名代表表示，他们一直无法找到约翰斯，他们将在2021年《洛杉矶时报》进行调查后跟进此事。音乐行业律师埃琳·M·雅各布森表示，版权所有者无法追踪的情况很常见。她估计，仅根据流媒体数据，约翰斯可能被欠下“六到七位数的高额款项”。

## 音乐作品

### 录音室专辑
- 《More Spell on You》（译：对你施加更多咒语）（1979年）
- 《Paris Métro》（译：巴黎地铁）（1980年）

### 单曲
- 《Sag Warum》 (1978年)
- 《I Put a Spell on You（英语：I Put a Spell on You）》 （与M. Diggo合作）（1978年）
- 《More Spell on You》（1979年）